# Lands of Lore II: Guardians of Destiny
Lands of Lore II: Guardians of Destiny je akční RPG videohra s prvky adventury americké vývojářské firmy Westwood Studios z roku 1997 pro platformy DOS a Microsoft Windows. Fungovala na operačním systému MS-DOS 5.0 a vyšším, požadovaným hardwarem byl Intel 80486 DX2 nebo vyšší, verze pro Windows 95 potřebovala Pentium. Vydání zrealizovala firma Virgin Games na CD-ROM. Hra využívala 3D engine v kombinaci s 2D sprity a digitalizovanými animacemi.
Lands of Lore II: Guardians of Destiny je také druhý díl třídílné videoherní série Lands of Lore. Předchůdcem je hra Lands of Lore: The Throne of Chaos z roku 1993 a pokračováním Lands of Lore III z roku 1999.

## Příběh
Luther, syn čarodějnice Scotie z prvního dílu, je uvězněný na hradě Gladstone a obviněný ze spolupráce s Temnou armádou. Díky svému prokletí se dokáže přeměňovat na monstrum nebo na malého ještěra, což mu umožní ze zajetí utéct. Přitom mu pomáhá věštec Draracle, zatímco královská kouzelnice Dawn a její pomocník Baccata se ho snaží dostat. Luther musí najít příčinu kletby a způsob, jak metamorfózy ovládat. Později v příběhu se musí rozhodnout, zda se postaví na stranu dobra či zla. 

## Popis herního světa
Lands of Lore II: Guardians of Destiny přinesla změnu v pohybu, po herním světě se lze pohybovat volně v pseudo-3D prostoru, nejen po čtvercích jako u předchozího dílu. Také zde není družina více postav, ale jen jeden hlavní hrdina: Luther. Ten trpí prokletím, díky kterému na sebe může brát tři různé podoby: kromě člověka ještě malého ještěra a velkou příšeru. Tyto metamorfózy nemá zpočátku pod kontrolou a postupem děje se je snaží zvládnout. Jako člověk dokáže obléci zbroj a brnění, kouzlit a vykonávat ostatní běžné činnosti, jako monstrum má velkou sílu, ale nedokáže kouzlit a jako rychlý ještěr se dostane i do těsných prostorů (např. úzkých kanálů), ale překonání i malé strouhy s vodou je leckdy problém, kde hrozí utopení.
Souboje probíhají v podobném módu jako u prvního dílu, pouze většina protivníků zaútočí až po vyprovokování. Každé kouzlo má pět úrovní síly, přičemž poslední pátá je těžko dostupná. V příběhu lze narazit na známé postavy z prvního dílu: královskou kouzelnici Dawn, thomgoga Baccatu a věštce Draracla, který Luthera směřuje. Nejsou zde však peníze a tudíž ani žádné obchody.

Za zmínku stojí, že si hráč může zvolit cestu dobra nebo zla, každá z nich obnáší jiný konec hry.